# Adrenalina
Pour les articles homonymes, voir Adrénaline (homonymie).
Chansons représentant Saint-Marin au Concours Eurovision de la chanson
Freaky!
(2020) Stripper (chanson)
(2022)
Singles de Senhit
Breathe
(2020)
Clip vidéo
[vidéo] « Adrenalina », sur YouTube
Adrenalina (« Adrénaline ») est une chanson de la chanteuse italo-érythréenne Senhit, sortie dans sa version actuelle le 8 mars 2021. Cette chanson représente Saint-Marin lors du Concours Eurovision de la chanson 2021 qui se déroule à Rotterdam, aux Pays-Bas.

## Concours Eurovision de la chanson 2021

### Sélection interne
À la suite de l'annulation du Concours Eurovision de la chanson 2020 à cause de la pandémie de Covid-19, le radiodifuseur saint-marinais SMTV annonce en mai 2020 que Senhit sera à nouveau la représentante de Saint-Marin pour l'édition suivante, en 2021.
Adrenalina, qui voit la participation non-crédité du rappeur américain Flo Rida, a été sélectionnée comme chanson saint-marinaise pour l'Eurovision 2021, cela a été confirmé le 7 mars 2021 en concordance avec son clip vidéo. en prévision d'une sortie commerciale sur les plateformes de streaming dès le lendemain.

### À l'Eurovision
La chanson est interprétée en première position lors de la deuxième demi-finale, le 20 mai 2021, étant donné que la répartition des pays participants aux demi-finales reste la même que celle décidée en 2020. La chanson étant qualifiée, elle est de nouveau interprétée lors de la finale du 22 mai à l'issue de laquelle elle termine à la 22e place avec 50 points.